# Sounds of Monolith Tour
Sounds of Monolith è il quinto tour ufficiale della band statunitense Kansas.

## Storia
Il tour sarebbe dovuto servire alla promozione dell'album Monolith; infatti, nelle varie scalette del tour, erano sempre inclusi almeno tre brani del nuovo album; l'uscita del nuovo album, non ancora ultimato, venne posticipata all'anno successivo, così la band decise di interrompere il tour dopo solamente 15 spettacoli. 
In questo tour, per la prima volta, i Kansas si esibiscono solamente come gruppo principale.   
Durata approssimativa dello show: 100/110 minuti.

## Formazione
- Kerry Livgren - chitarra solista, chitarra ritmica, chitarra acustica, piano, clavinet, sintetizzatore moog, sintetizzatore ARP
- Rich Williams - chitarra solista, chitarra ritmica
- Steve Walsh - organo, piano, clavinet, sintetizzatore moog, congas, voce
- Robby Steinhardt - violino, voce
- Dave Hope - basso
- Phil Ehart - batteria, percussioni varie

## Date
Calendario completo del tour
| Data           | Città         | Paese                 | Luogo      | Note |
| -------------- | ------------- | --------------------- | ---------- | ---- |
|                |               |                       |            |      |
| 2 agosto 1978  | Birmingham    | USA                   |            |      |
| 4 agosto 1978  | Mobile        | USA                   |            |      |
| 5 agosto 1977  | Baton Rouge   | USA                   |            |      |
| 8 agosto 1978  | Jackson       | USA                   |            |      |
| 9 agosto 1978  | Shreveport    | USA                   |            |      |
| 10 agosto 1978 | Columbia      | USA                   |            |      |
| 12 agosto 1978 | Charlotte     | USA                   |            |      |
| 13 agosto 1978 | Dallas        | USA                   | Kay Bailey |      |
| 14 agosto 1978 | El Paso       | Stati Uniti d'America |            |      |
| 15 agosto 1978 | Louisville    | Stati Uniti d'America |            |      |
| 16 agosto 1978 | Saint Louis   | Stati Uniti d'America |            |      |
| 20 agosto 1978 | San Francisco | Stati Uniti d'America |            |      |
| 26 agosto 1978 | Bowmanville   | Canada                |            |      |